# Bolton Eyres-Monsell, 1. Viscount Monsell
Bolton Meredith Eyres-Monsell, 1. Viscount Monsell GBE PC (Geburtsname: Bolton Meredith Monsell; * 22. Februar 1881; † 21. März 1969) war ein britischer Politiker der Conservative Party, der zwischen 1910 und 1935 Mitglied des House of Commons war und von 1931 bis 1936 als Erster Lord der Admiralität Lord High Admiral war. 1935 wurde er als Viscount Monsell in den erblichen Adelsstand erhoben und gehörte damit bis zu seinem Tod dem House of Lords als Mitglied an.

## Leben

### Marineoffizier, Unterhausabgeordneter
Monsell war das jüngste von sechs Kindern von Colonel Bolton James Alfred Monsell und dessen Ehefrau Mary Beverley Ogle, einer Tochter von Lieutenant-Colonel Sir Edmund Ogle, 6. Baronet. Nach Beendigung der Schulausbildung trat er in Royal Navy ein und wurde am 15. Juli 1900 zum Sub-Lieutenant. Im Juni 1902 wurde er an Bord des neugebauten Torpedobootzerstörers HMS Success versetzt, der zur Ausbildungsflottille in Portsmouth gehörte.
Am 15. Januar 1910 wurde Eyres-Monsell als Kandidat der Conservative Party erstmals zum Mitglied des House of Commons gewählt und vertrat in diesem bis zum 14. November 1935 den Wahlkreis Evesham. 1911 bekleidete er kurzzeitig die Funktion eines Parlamentarischen Geschäftsführers (Whip) der Fraktion der konservativen Tories im Unterhaus. Während des Ersten Weltkrieges wurde er in den aktiven Militärdienst der Royal Navy zurückbeordert und war zuletzt Commander. Für seine Verdienste bei Gefechtseinsätzen in Ägypten wurde ihm 1917 vom Sultan von Ägypten der Nil-Orden verliehen. 

### Juniorminister
In der Koalitionsregierung von Premierminister David Lloyd George wurde er 1919 Schatzmeister des Königlichen Haushalts (Treasurer of the Royal Household) und war danach zwischen 1921 und dem Ende von Lloyd Georges Amtszeit im Oktober 1922 Ziviler Lord der Admiralität (Civil Lord of the Admiralty).
Im Oktober 1922 wurde Eyres-Monsell von Premierminister Andrew Bonar Law zum Parlamentarischen Sekretär und Finanzsekretär der Admiralität (Parliamentary and Financial Secretary to the Admiralty). Im Anschluss fungierte er in der ersten Regierung von Premierminister Stanley Baldwin zwischen Juli 1923 und Januar 1924 erstmals als Parlamentarischer Sekretär des Schatzamtes (Parliamentary Secretary to the Treasury) und war als solcher auch Chief Whip der Fraktion der Conservative Party. In dieser Zeit wurde er 1923 auch zum Mitglied des Privy Council (PC) berufen.
In der zweiten Regierung von Premierminister Baldwin fungierte er zwischen November 1924 und Juni 1929 abermals als Parlamentarischer Sekretär des Schatzamtes und Chief Whip der Fraktion der Tories im Unterhaus. 1929 wurde Eyres-Monsell zum Knight Grand Cross des Order of the British Empire (GBE) geschlagen und führte fortan den Namenszusatz „Sir“. In der am 25. August 1931 gebildeten großen Koalition von Labour Party und Conservative Party (National Government) von Premierminister Ramsay MacDonald übernahm er ab September 1931 zum dritten Mal die Funktionen als Parlamentarischer Sekretär des Schatzamtes und Chief Whip der Fraktion der Tories im Unterhaus.

### Erster Lord der Admiralität und Oberhausmitglied
Im Rahmen einer Kabinettsumbildung berief Premierminister MacDonald Eyres-Monsell als Nachfolger von Austen Chamberlain das Amt des Ersten Lord der Admiralität und bekleidete damit als Lord High Admiral auch eines der Ämter der Great Officers of State. Diese Ämter bekleidete er ab dem 7. Juni 1935 im dritten Kabinett von Premierminister Stanley Baldwin, das dieser ebenfalls als National Government bildete.
Durch ein Letters Patent vom 30. November 1935 wurde Eyres-Monsell als Viscount Monsell, of Leicester in the County of Leicester, in den erblichen Adelsstand (Hereditary Peerage) erhoben. Dadurch wurde er Mitglied des House of Lords, dem er bis zu seinem Tod am 21. März 1969 angehörte. Zum Zeitpunkt seines Todes war er fast 50 Jahre Mitglied des Parlaments des Vereinigten Königreichs. 1936 wurde Viscount Monsell als Erster Lord der Admiralität durch Samuel Hoare abgelöst.
Im Januar 1936 äußerte er gegenüber Carl Eduard (Sachsen-Coburg und Gotha):

„Our two fleets and your army - we rule the world.“

### Ehen und Nachkommen
Bolton Meredith Monsell war zwei Mal verheiratet. Am 3. Dezember 1904 heiratete er in erster Ehe Caroline Mary Sybil Eyres und nahm deren Namen zusätzlich an, so dass er fortan Eyres-Monsell hieß. Aus dieser Ehe gingen drei Töchter sowie als ältestes Kind sein einziger Sohn Henry Bolton Graham Eyres Monsell, der nach seinem Tod den Titel als 2. Viscount Monsell erbte. Die älteste Tochter Diana Monsell war mit Alan Stuart Casey verheiratet, einem Lieutenant-Colonel der 1st The Royal Dragoons. Die zweitälteste Tochter war die Fotografin Joan Elizabeth Monsell, die in zweiter Ehe mit dem Schriftsteller und SOE-Offizier Patrick Leigh Fermor verheiratet war. Seine jüngste Tochter war Patricia Monsell.
Nach der Scheidung von seiner ersten Frau 1950 heiratete Viscount Monsell am 25. Juli 1950 in zweiter Ehe Essex Leila French, eine Tochter von Major Edward Gerald Fleming French und Enkelin von Feldmarschall John French, 1. Earl of Ypres. Diese Ehe blieb kinderlos.